# Cynopotamus
Cynopotamus és un gènere de peixos de la família dels caràcids i de l'ordre dels caraciformes.

## Taxonomia
- Cynopotamus amazonus (Günther, 1868)[2]
- Cynopotamus argenteus (Valenciennes, 1836)[3]
- Cynopotamus atratoensis (Eigenmann, 1907)[4]
- Cynopotamus bipunctatus (Pellegrin, 1909)[5]
- Cynopotamus essequibensis (Eigenmann, 1912)[6]
- Cynopotamus gibbosus (Valenciennes a Cuvier & Valenciennes, 1850)
- Cynopotamus gouldingi (Menezes, 1987)[7]
- Cynopotamus juruenae (Menezes, 1987)[7]
- Cynopotamus kincaidi (Schultz, 1950)[8]
- Cynopotamus magdalenae (Steindachner, 1879)[9]
- Cynopotamus tocantinensis (Menezes, 1987)[7]
- Cynopotamus venezuelae (Schultz, 1944)[10]
- Cynopotamus xinguano (Menezes, 2007)[11][12][13][14][15][16][17][18]